# W. H. D. Rouse
W. H. D. Rouse (Calcutta, 30 maggio 1863 – Hayling Island, 10 febbraio 1950) è stato un docente, grecista e latinista britannico.
Nel 1911 fu scelto dal banchiere James Loeb come redattore della Loeb Classical Library. Nello stesso anno, Rouse istituì la prima scuola estiva statunitense per l'insegnamento del latino e del greco mediante il metodo diretto alla quale due anni più tardi seguì la nascita della Association for the Reform of Latin Teaching (ARLT).

## Biografia
Dopo essersi trasferita in Gran Britannia, la famiglia lo iscrisse come studente laico al Regent's Park College di Oxford. Nel 1881 vinse una borsa di studio per l'ammissione al Christ's College. In seguito, conseguì un tripos in studi classici con doppia A presso l'Università di Cambridge dove apprese la lingua sanscrita. Nel 1888 divenne membro del Christ's College.
Dal 1886 al 1888 insegnò nelle scuole di Bedford, e, dal 1890 al 1895, presso lo Cheltenham College. Entrato a far parte dei docenti della Rugby School incoraggiò il novellista inglese Arthur Ransome, a coltivare il proprio talento artistico contro il volere dei suoi genitori. Alcuni più tardi, l'autore della fortunata serie per ragazzi Swallows and Amazons riconobbe il suo debito personale nei confronti di Rouse.
Nel 1902 W.H.D. Rouse fu nominato preside della scuola fondata a Cambridge dal filantropo Stephen Perse (1548-1615). Questo incarico gli restituì la tranquillità economica a seguito di una crisi famigliare, lasciandogli allo stesso tempo una certa libertà didattica che utilizzò per promuovere l'apprendimento delle materie scientifiche all'interno di un percorso di studi di tipo prettamente umanistico.
Nel 1911 fu scelto dal banchiere James Loeb come redattore della Loeb Classical Library in collaborazione con T. E. Page ed Edward Capps. Nello stesso anno, Rouse istituì la scuola estiva di formazione dei docenti per supportare la didattica del metodo diretto di insegnamento del latino e del greco. Due anni più tardi, fondò l'Associazione per la Riforma dell'Insegnamento del Latino alla quale aderì anche la poetessa e drammaturga Dorothy L. Sayers.
Morì a Hayling Island il 10 febbraio 1950.

## Opere
Rouse è noto per lo stile scarno ed essenziale delle sue traduzioni prosastiche dell'Iliade e dell'Odissea omeriche. Ad esse si aggiunsero le traduzioni dei seguenti dialoghi platonici: Repubblica, l'Apologia di Socrate, il Critone e il Fedone.